# Ghetto de Švenčionys
Le ghetto de Švenčionys, de Svintsyan ou de Święciany, est un ghetto imposé par les nazis aux Juifs sur le territoire occupé de Švenčionys (qui avant-guerre appartient à la Deuxième République de Pologne et, après-guerre, à la République socialiste soviétique de Lituanie). Il fonctionne de juillet 1941 à avril 1943. Il a hébergé jusqu'à environ 1 500 prisonniers. Il était situé à un emplacement qui, de nos jours, est un parc public ; le lieu est marqué par une menorah de bois, gravée par Juozapas Jakštas.

## Ouverture et fonctionnement
Avant-guerre, Švenčionys compte quelque 9 000 habitants dont un tiers sont juifs. Le ghetto est ouvert peu après l'invasion allemande en Union soviétique le 22 juin 1941. Fin septembre 1941, entre 1 000 et 2 000 Juifs de Švenčionys sont conduits dans les casernes d'un ancien terrain d'entraînement militaire près de Švenčionėliai. Des Juifs issus d'autres localités voisines y sont emmenés aussi. Toutes ces victimes y sont massacrées les journées du 9 et 10 octobre par les nazis et des Lituaniens du Ypatingasis būrys. Le rapport Jäger mentionne un total de 3 726 morts (1 169 hommes, 1 840 femmes et 717 enfants).
Le ghetto de Švenčionys reste actif. Il est entouré d'une clôture de fils de fer barbelés et des gardes armés le surveillent. Le territoire est divisé en quatre quartiers, chacun ayant un commandant juif à sa tête. En outre, le ghetto comporte un Judenrat de cinq personnes. D'après un recensement d'août 1942, le ghetto compte alors 566 prisonniers, dont 353 hommes et femmes exerçant un travail.
Les détenus les plus jeunes commencent à se procurer des armes et à nouer des contacts avec les partisans soviétiques présents dans la région (qui, aujourd'hui, correspond à la Lituanie de l'Est et à la Biélorussie de l'Ouest). Plusieurs juifs s'évadent et rejoignent la Résistance juive. Les autorités nazies sont obligées de renforcer les mesures de sécurité. La première étape a consisté à liquider les petits ghettos dans plusieurs villages. Environ 1 000 Juifs du ghetto de Vidzy sont déplacés vers celui de Švenčionys. Les conditions de vie au ghetto — surpopulation et insalubrité — provoquent une épidémie de typhus parmi les prisonniers. L'épidémie est endiguée avec l'aide d'un groupe de médecins juifs envoyés depuis le ghetto de Vilnius.

## Liquidation
Fin 1942, trois autres petits ghettos fonctionnent dans la même zone à Michališki, Soly et Achmiany. Face à la montée des activités des partisans, les autorités décident de liquider les quatre ghettos au printemps 1943. Pour amoindrir la résistance des prisonniers, les autorités dépêchent des policiers juifs venus du ghetto de Vilnius. Environ 2 700 prisonniers en bonne santé sont transférés au ghetto de Vilnius ou dans des camps de travaux forcés à Žiežmariai, Žasliai et Kena (en). Le 4 avril, les prisonniers restant doivent monter à bord d'un train de marchandise à Švenčionėliai. Les encadrants leur racontent qu'ils seront convoyés au ghetto de Kaunas. En réalité, le train s'arrête à Poneriai. Cinq voitures sont déroutées vers un camp de travail à Bezdonys, deux autres (avec des membres du Judenrat) envoyées au ghetto de Vilnius. Quelques rares personnes ont réussi à s'échapper mais la grand majorité des victimes est assassinée par balles aux mains des policiers allemands et lituaniens. D'après des sources nazies, environ 4 000 Juifs sont assassinés le 5 avril à Poneriai.